# Daphoenus
Daphoenus is een geslacht van uitgestorven roofdieren uit de familie van de beerhonden (Amphicyonidae). Het geslacht omvat meerdere soorten die van het Midden-Eoceen tot het Midden-Mioceen (37,2 tot 16 miljoen jaar geleden) in Noord-Amerika leefden.

## Fossiele vondsten
Fossielen van Daphoenus zijn gevonden in de Verenigde Staten en Canada. De oudste vondsten dateren uit de North American Land Mammal Age Duchesnean en behoren tot de soort D. lambei.

## Kenmerken
Daphoenus had het formaat van een coyote. Het was een zoolganger die aangepast was voor snelle sprinten en vermoedelijk vanuit een hinderlaag jaagde.